# Rallye Neuseeland 2012

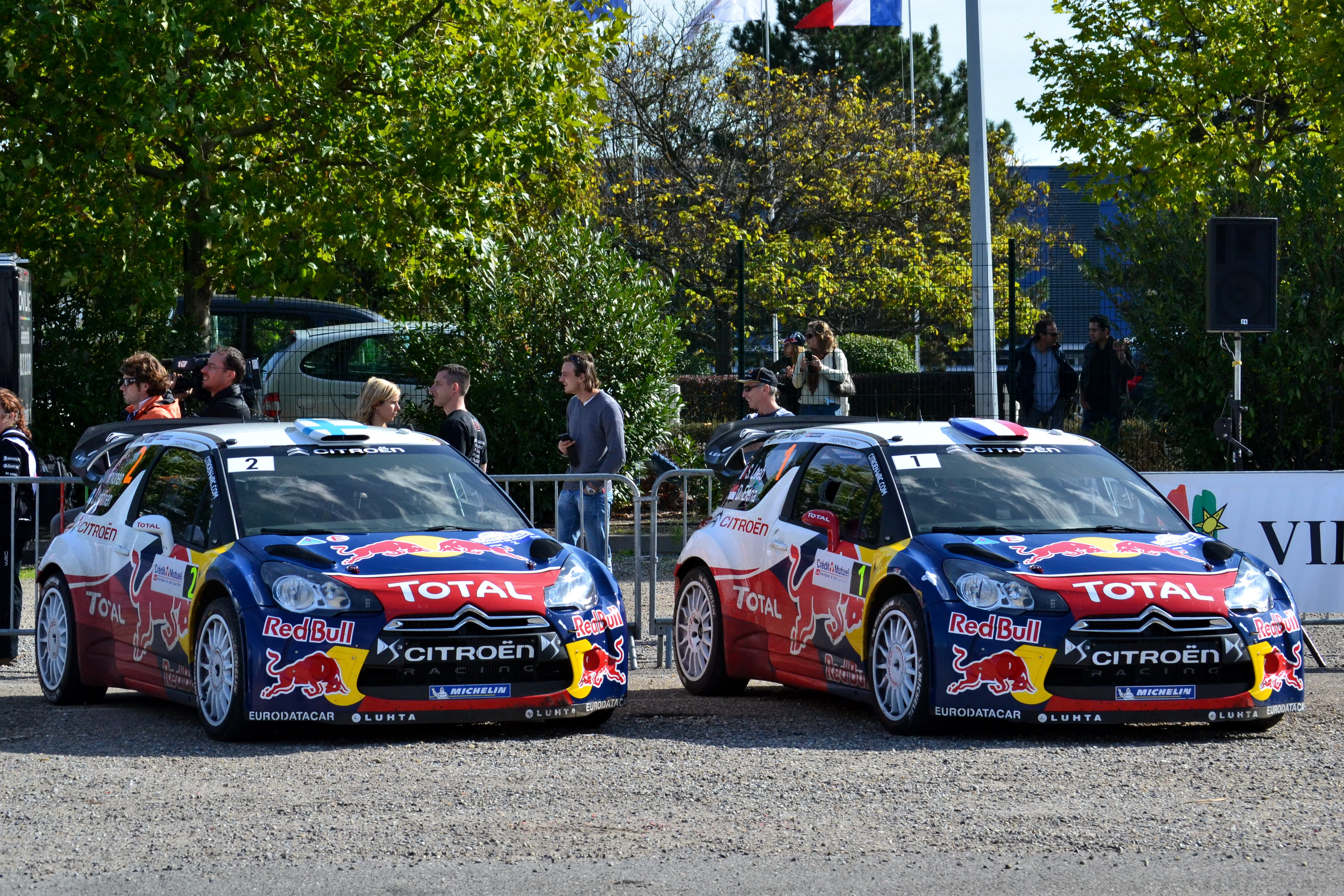
Citroën DS3 WRC

Die 42. Rallye Neuseeland war der 7. von 13 FIA-Weltmeisterschaftsläufen 2012. Die Rallye bestand aus 22 Wertungsprüfungen und wurde zwischen dem 22. und dem 24. Juni gefahren.

## Berichte

### 1. Tag (Freitag, 22. Juni)
Die Citroën-Werksfahrer Sébastien Loeb und Mikko Hirvonen dominierten die Rallye Neuseeland am ersten Tag. Die Ford-Werksfahrer Jari-Matti Latvala und Petter Solberg waren glücklos. Solberg verlor über zwei Minuten auf Loeb wegen eines Reifenschadens. Latvala verlor über vier Minuten nach einem Unfall, bei dem er in einem Zaun hängen blieb. Der beste Fordfahrer war auf dem dritten Rang Evgeny Novikov mit über anderthalb Minuten Rückstand.

### 2. Tag (Samstag, 23. Juni)
Loeb und Hirvonen fuhren um den Sieg am zweiten Tag. Mit einem Vorsprung von 6,4 Sekunden übernachtete Loeb an der Spitze des Gesamtklassements. Solberg hatte aufgeholt und Novikov überholt. Er lag auf dem dritten Rang. Auf den Plätzen vier bis acht folgten Ott Tänak (Ford), Thierry Neuville (Citroën), Dani Sordo (MINI) und Jari-Matti Latvala (Ford).

### 3. Tag (Sonntag, 24. Juni)
Mit Teamorder sicherte Citroën den Doppelsieg ab und ließ die Fahrer Loeb und Hirvonen am dritten und letzten Tag der Rallye nicht mehr gegeneinander antreten. Ott Tänak, auf dem vierten Rang, fiel wenige Kilometer vor dem Ziel aus nach einem Überschlag. Ansonsten hatte sich das Gesamtklassement der acht vorderst Platzierten nicht mehr verändert.

## Klassifikationen

### Endresultat
| Rang   | Fahrer               | Beifahrer          | Auto                       | Zeit      | Rückstand | Punkte + Power-Stage |
| WRC    | WRC                  | WRC                | WRC                        | WRC       | WRC       | WRC                  |
| ------ | -------------------- | ------------------ | -------------------------- | --------- | --------- | -------------------- |
| 1      | Sébastien Loeb       | Daniel Elena       | Citroën DS3 WRC            | 4:04:51.2 | 00:00.0   | 25 + 1               |
| 2      | Mikko Hirvonen       | Jarmo Lehtinen     | Citroën DS3 WRC            | 4:05:20.8 | 00:29.6   | 18                   |
| 3      | Petter Solberg       | Chris Patterson    | Ford Fiesta RS WRC         | 4:06:27.6 | 01:36.4   | 15 + 2               |
| 4      | Evgeny Novikov       | Denis Giraudet     | Ford Fiesta RS WRC         | 4:07:04.8 | 02:13.6   | 12                   |
| 5      | Thierry Neuville     | Nicolas Gilsoul    | Citroën DS3 WRC            | 4:07:33.6 | 02:42.4   | 10                   |
| 6      | Dani Sordo           | Carlos del Barrio  | Mini John Cooper Works WRC | 4:07:54.3 | 03:03.1   | 8                    |
| 7      | Jari-Matti Latvala   | Miikka Anttila     | Ford Fiesta RS WRC         | 4:09:44.1 | 04:52.9   | 6 + 3                |
| 8      | Armindo Araújo       | Miguel Ramalho     | Mini John Cooper Works WRC | 4:14:27.6 | 09:36.4   | 4                    |
| 9      | Ken Block            | Alex Gelsomino     | Ford Fiesta RS WRC         | 4:15:21.5 | 10:30.3   | 2                    |
| 10     | Manfred Stohl        | Ilka Minor         | Ford Fiesta RS WRC         | 4:16:17.5 | 11:26.3   | 1                    |
| SWRC   |                      |                    |                            |           |           |                      |
| 1 (12) | Hayden Paddon        | John Kennard       | Škoda Fabia S2000          | 4:20:17.4 | 00:00.0   | 25                   |
| 2 (23) | Per-Gunnar Andersson | Emil Axelsson      | Proton Satria Neo S2000    | 4:53:37.1 | 33:19.7   | 18                   |
| 3 (26) | Maciej Oleksowicz    | Andrzej Obrebowski | Ford Fiesta S2000          | 5:03:55.3 | 43:37.9   | 15                   |
| 4 (28) | Yazeed Al-Rajhi      | Michael Orr        | Ford Fiesta RRC            | 5:10:02.5 | 49:45.1   | 12                   |
| PWRC   |                      |                    |                            |           |           |                      |
| 1 (16) | Marcos Ligato        | Rubén García       | Subaru Impreza WRX STi     | 4:35:20.9 | 00:00.0   | 25                   |
| 2 (18) | Subhan Aksa          | Jeff Judd          | Mitsubishi Lancer Evo X    | 4:41:11.7 | 05:50.8   | 18                   |
| 3 (19) | Ricardo Triviño      | Àlex Haro          | Mitsubishi Lancer Evo IX   | 4:42:27.9 | 07:07.0   | 15                   |
| 4 (20) | Valeriy Gorban       | Andriy Nikolaiev   | Mitsubishi Lancer Evo IX   | 4:43:30.3 | 08:09.4   | 12                   |
| 5 (22) | Gianluca Linari      | Nicola Arena       | Subaru Impreza WRX STi     | 4:53:33.1 | 18:12.2   | 10                   |
| 6 (27) | Louise Cook          | Stefan Davis       | Ford Fiesta ST             | 5:07:21.3 | 32:00.4   | 8                    |

### Wertungsprüfungen
| Tag                                                | WP                                                 | Name                    | Länge    | Start NZST         | Gewinner           | Beifahrer                  | Auto               | Zeit    | Ø km/h | Leader             |
| -------------------------------------------------- | -------------------------------------------------- | ----------------------- | -------- | ------------------ | ------------------ | -------------------------- | ------------------ | ------- | ------ | ------------------ |
| Tag 1 (22. Juni)                                   | WP1                                                | Te Hutewai 1            | 11,18 km | 08:28              | Jari-Matti Latvala | Miikka Anttila             | Ford Fiesta RS WRC | 07:38.4 | 87,80  | Jari-Matti Latvala |
| Tag 1 (22. Juni)                                   | WP2                                                | Brother Whaanga Coast 1 | 29,67 km | 08:51              | Mikko Hirvonen     | Jarmo Lehtinen             | Citroën DS3 WRC    | 20:51.8 | 85,32  | Mikko Hirvonen     |
| Tag 1 (22. Juni)                                   | WP3                                                | Te Akau South 1         | 31,82 km | 10:24              | Sébastien Loeb     | Daniel Elena               | Citroën DS3 WRC    | 18:21.9 | 103,96 | Mikko Hirvonen     |
| Tag 1 (22. Juni)                                   | WP4                                                | Te Akau North 1         | 32,13 km | 11:07              | Sébastien Loeb     | Daniel Elena               | Citroën DS3 WRC    | 17:04.3 | 112,92 | Mikko Hirvonen     |
| Tag 1 (22. Juni)                                   | Service Raglan, 13:17 Uhr (15 Min.)                |                         |          |                    |                    |                            |                    |         |        | Mikko Hirvonen     |
| Tag 1 (22. Juni)                                   | WP5                                                | Te Hutewai 2            | 11,18 km | 13:33              | Sébastien Loeb     | Daniel Elena               | Citroën DS3 WRC    | 07:33.5 | 88,75  | Mikko Hirvonen     |
| Tag 1 (22. Juni)                                   | WP6                                                | Brother Whaanga Coast 2 | 29,67 km | 13:56              | Mikko Hirvonen     | Miikka Anttila             | Citroën DS3 WRC    | 20:41.3 | 86,04  | Mikko Hirvonen     |
| Tag 1 (22. Juni)                                   | WP7                                                | Te Akau South 2         | 31,82 km | 15:29              | Sébastien Loeb     | Daniel Elena               | Citroën DS3 WRC    | 18:09.9 | 105,10 | Mikko Hirvonen     |
| Tag 1 (22. Juni)                                   | WP8                                                | Te Akau North 2         | 32,13 km | 16:12              | Sébastien Loeb     | Daniel Elena               | Citroën DS3 WRC    | 16:54.1 | 114,05 | Sébastien Loeb     |
| Tag 1 (22. Juni)                                   | Service Viaduct Events Centre, 18:45 Uhr (45 Min.) |                         |          |                    |                    |                            |                    |         |        | Sébastien Loeb     |
| Tag 2 (23. Juni)                                   |                                                    |                         |          |                    |                    |                            |                    |         |        | Sébastien Loeb     |
| Service Viaduct Events Centre, 07:10 Uhr (15 Min.) |                                                    |                         |          |                    |                    |                            |                    |         |        | Sébastien Loeb     |
| WP9                                                | Batley                                             | 17,61 km                | 09:13    | Petter Solberg     | Chris Patterson    | Ford Fiesta RS WRC         | 09:45.3            | 108,31  |        | Sébastien Loeb     |
| WP10                                               | Brother Mititai 1                                  | 23,22 km                | 10:01    | Jari-Matti Latvala | Miikka Anttila     | Ford Fiesta RS WRC         | 12:14.4            | 113,82  |        | Sébastien Loeb     |
| WP11                                               | Girls High School 1                                | 26,99 km                | 10:34    | Petter Solberg     | Chris Patterson    | Ford Fiesta RS WRC         | 15:34.6            | 103,96  |        | Sébastien Loeb     |
| Service Viaduct Events Centre, 12:19 Uhr (15 Min.) |                                                    |                         |          |                    |                    |                            |                    |         |        | Sébastien Loeb     |
| WP12                                               | Waipu Gorge                                        | 11,38 km                | 14:02    | Sébastien Loeb     | Daniel Elena       | Citroën DS3 WRC            | 06:34.2            | 103,92  |        | Sébastien Loeb     |
| WP13                                               | Brooks                                             | 13,60 km                | 14:25    | Sébastien Loeb     | Daniel Elena       | Citroën DS3 WRC            | 08:00.7            | 101,85  |        | Sébastien Loeb     |
| WP14                                               | Brother Mititai 1                                  | 23,22 km                | 15:08    | Jari-Matti Latvala | Miikka Anttila     | Ford Fiesta RS WRC         | 12:13.6            | 113,94  |        | Sébastien Loeb     |
| WP15                                               | Girls High School 1                                | 26,99 km                | 15:41    | Mikko Hirvonen     | Jarmo Lehtinen     | Citroën DS3 WRC            | 15:36.2            | 103,79  |        | Sébastien Loeb     |
| Service Viaduct Events Centre, 19:03 Uhr (45 Min.) |                                                    |                         |          |                    |                    |                            |                    |         |        | Sébastien Loeb     |
| Tag 3 (24. Juni)                                   |                                                    |                         |          |                    |                    |                            |                    |         |        | Sébastien Loeb     |
| Service Viaduct Events Centre, 06:40 Uhr (15 Min.) |                                                    |                         |          |                    |                    |                            |                    |         |        | Sébastien Loeb     |
| WP16                                               | Burnside / Wech Access 1                           | 7,30 km                 | 08:08    | Thierry Neuville   | Nicolas Gilsoul    | Citroën DS3 WRC            | 04:13.6            | 103,62  |        | Sébastien Loeb     |
| WP17                                               | Brother Puhoi 1                                    | 17,94 km                | 08:26    | Thierry Neuville   | Nicolas Gilsoul    | Citroën DS3 WRC            | 10:22.6            | 103,73  |        | Sébastien Loeb     |
| WP18                                               | WPS Auckland Domain 1                              | 2,05 km                 | 09:44    | Dani Sordo         | Carlos del Barrio  | Mini John Cooper Works WRC | 01:44.0            | 70,96   |        | Sébastien Loeb     |
| Service Viaduct Events Centre, 10:34 Uhr (30 Min.) |                                                    |                         |          |                    |                    |                            |                    |         |        | Sébastien Loeb     |
| WP19                                               | WPS Auckland Domain 2                              | 2,05 km                 | 11:28    | Dani Sordo         | Carlos del Barrio  | Mini John Cooper Works WRC | 01:41.7            | 72,56   |        | Sébastien Loeb     |
| WP20                                               | Brother Puhoi 2                                    | 17,94 km                | 12:36    | Thierry Neuville   | Nicolas Gilsoul    | Ford Fiesta RS WRC         | 10:22.2            | 103,80  |        | Sébastien Loeb     |
| WP21                                               | Auckland Conventions Ahuroa                        | 6,75 km                 | 13:09    | Jari-Matti Latvala | Miikka Anttila     | Ford Fiesta RS WRC         | 03:58.6            | 101,84  |        | Sébastien Loeb     |
| WP22                                               | Burnside / Wech Access 2 (Power-Stage)             | 7,30 km                 | 13:40    | Jari-Matti Latvala | Miikka Anttila     | Ford Fiesta RS WRC         | 04:14.3            | 103,34  |        | Sébastien Loeb     |
| Service Viaduct Events Centre, 14:53 Uhr (10 Min.) |                                                    |                         |          |                    |                    |                            |                    |         |        | Sébastien Loeb     |

### Gewinner Wertungsprüfungen
| WP                | Anzahl | Fahrer             | Auto                       |
| ----------------- | ------ | ------------------ | -------------------------- |
| 3–5, 7, 8, 12, 13 | 7      | Sébastien Loeb     | Citroën DS3 WRC            |
| 1, 10, 14, 21, 22 | 5      | Jari-Matti Latvala | Ford Fiesta RS WRC         |
| 2, 6, 15          | 3      | Mikko Hirvonen     | Citroën DS3 WRC            |
| 16, 17, 20        | 3      | Thierry Neuville   | Citroën DS3 WRC            |
| 9, 11             | 2      | Petter Solberg     | Ford Fiesta RS WRC         |
| 18, 19            | 2      | Dani Sordo         | Mini John Cooper Works WRC |

### Fahrer-WM nach der Rallye
| Pos. | Fahrer          | Punkte |
| ---- | --------------- | ------ |
| 1    | Sébastien Loeb  | 145    |
| 2    | Mikko Hirvonen  | 107    |
| 3    | Petter Solberg  | 90     |
| 4    | Mads Østberg    | 80     |
| 5    | Jevgeni Novikov | 55     |

### Team-Weltmeisterschaft
| Pos. | Team             | Punkte |
| ---- | ---------------- | ------ |
| 1    | Citroën WRT      | 237    |
| 2    | Ford WRT         | 144    |
| 3    | M-Sport Ford WRT | 103    |